# Estha Essombe
 (juillet 2010).
Si vous disposez d'ouvrages ou d'articles de référence ou si vous connaissez des sites web de qualité traitant du thème abordé ici, merci de compléter l'article en donnant les références utiles à sa vérifiabilité et en les liant à la section « Notes et références ».
Estha Essombe, née le 20 avril 1963 à Boulogne-sur-Mer, est une judokate française concourant dans la catégorie des moins de 72 kg, et ancienne membre de l'équipe de France de judo.

## Palmarès

### Jeux olympiques d'été
- 5e aux Jeux olympiques d'été de 1996[2]

### Championnat du monde
- 7e aux Championnats du monde de judo 1995

### Championnat d'Europe
- Médaille d'argent aux Championnats d'Europe de 1994
- Médaille d'argent aux Championnats d'Europe de 1995
- Médaille de bronze aux Championnats d'Europe de 1996

### Autres
Voici les autres titres du palmarès d'Estha Essombe :
- 1er aux tournois de Royaume-Uni, Suisse, Hongrie et Hollande[Quand ?] ;
- 2e aux tournois de Paris, Prague et Rotterdam[Quand ?] ;
- Championne de France 1994 et 2e en 1991 ;
- Championne d'Europe par équipe en 1993 et 2e en 1994 ;
- 3e à la Coupe du monde par équipe en 1995 et 1997 ;
- Vainqueur des Jeux méditerranéens en 1997 ;
- 3e de la Coupe d'Europe des clubs de judo en 2000.

## Vie privée
Elle est mariée au judoka Stéphane Libert.